# 조선건국준비위원회

조선건국준비위원회의 깃발

조선건국준비위원회(朝鮮建國準備委員會)는 1945년 8월 15일부터 9월 7일까지 한국의 군정기에 여운형, 안재홍 등을 주축으로 일본 제국으로부터 행정권(총독부에 5개 항을 요구하며, 치안권 요구)을 인수받기 위하여 만든 조직이다. 한반도 남부에는 여운형과 안재홍 등을 주축으로, 한반도 북부에는 조만식 등을 주축으로 결성되었다. 줄여서 건준(建準)이라고도 부른다. 후에 조선인민공화국으로 개편되었다.

## 개요

### 결성

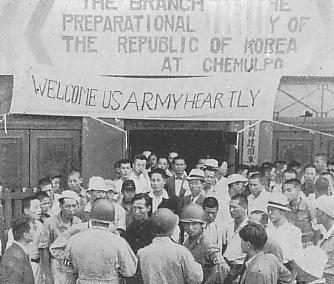
미군을 환영하는 인천 제물포 지부 건국준비위원회

서울 필동에 위치한 한국의 집. 이곳은 일제강점기 조선총독부 정무총감 관저로 1945년 8월 15일, 아침에 여운형이 이곳에서 총독부로부터 치안권과 행정권을 이양받았다.

1945년 8월 15일에 일본 제국은 패망하였으나 같은 시간 소비에트 연방이 청진시에서 일본 제국과 전투를 계속하자 일본인들의 안전귀국을 확보하기 위하여 조선총독부 정무총감 역임했던 엔도 류사쿠가 민족주의 계열인 송진우에게 치안권과 행정권 인수를 제의(8월 11일)하였으나 거절당하자 서울 필동에서 여운형을 만나자고 하였다. 그러고는 치안권과 행정권등 모든권한을 여운형에게 이양하여 한반도내에 철수하는 일본인의 안전을 보장받았다. 이에 여운형은 다음과 같이 조건을 제시하였다.
1. 전국을 통하여 정치범 경제범을 즉시 석방할 것.
2. 8월, 9월, 10월 3개월간의 식량을 확보할 것.
3. 치안유지와 건국운동을 위한 정치활동에 대하여 절대로 간섭하지 말 것.
4. 학생과 청년을 훈련 조직하는데 대하여 절대로 간섭하지 말 것.
5. 노동자와 농민을 건국사업에 조직 동원하는데 대하여 절대로 간섭하지 말 것.

여운형이 총독부와 교섭을 한 이유는 일본군이 철수하기 전에 조선인들을 마구 학살하고 떠난다거나 해방 직후에 민중 내에서 친일파를 처단한다는 이름으로 사적인 감정에 기인한 마구잡이식 보복성 살인으로 사회 분열이 일어나고 혼란이 일어나 힘없는 사람들이 거기에 말려 억울한 피해를 입을 것이 걱정되었기 때문이었다.
이에 총독부 정무총감은 이 조건에 수락하였다. 그날 밤 여운형은 자신이 이미 1년 전인 1944년 8월에 결성했던 지하 비밀 독립운동 단체인 건국동맹을 모체로 해서 건국준비위원회를 발족시키게된다. 이어서 여운형은 서대문 형무소에 수감중이던 정치범(독립운동가)들을 석방시키고 건준위로 편입시켰다. 건국준비위원회 발족한 지 이틀이 지나자, 체계적인 조직망을 갖추면서 확대 개편해 나아가게 된다.
건준 위원장은 여운형, 부위원장은 안재홍이 맡았다.
건준이란 명칭은 안재홍이 제안한 것이었는데, 건준의 강령은 다음과 같다.

건국동맹 강령

- ① 각인 각파는 대동단결하여 거국일치로 일본제국주의 제세력을 구축 하고 조선민족의 자유와 독립을 회복할 것.
- ② 반추축제국과 협력하여 대일 연합전선을 형성하고 조선의 완전한 독립을 저해하는 일체 반동세력을 박멸할 것.
- ③ 건설부면에 있어 일체 시정을 민주주의적 대중의 해방에 치중할 것.

건국준비회 선언

인류는 평화를 갈망하고 역사는 발전을 지향한다. 인류사상의 공전적참사인 제2차 세계대전의 종결과 함께 우리 조선에도 해방의 날이 왔다.
지난 반세기 동안 우리 조선은 제국주의 일본의 식민지로서 제국주의적 착취와 억압하에 모든 방면에 있어서 자유의 길이 막혀 있었다. 그러나 우리는 과거 36년간 우리의 해방을 위하여 투쟁을 계속하여왔다. 이 자유 발전의 길을 열려는 모든 운동과 투쟁은 제국주의와 및 그와 결탁한 반동적 반민주주의적 세력에 의하여 완강히 거부되어왔다.

전후 문제의 국제적 해결에 따라 조선은 제국주의 일본의 기반(구속)으로부터 벗어나게 되었다. 그러나 조선 민족의 해방은 다난한 운동사상에 있어 겨우 새로운 일보를 내딛었음에 불과하나니 완전한 독립을 위한 허다한 투쟁은 아직 남아 있으며 새 국가의 건설을 위한 중대한 과업은 우리의 전도에 놓여 있다. 그러면 차제에 우리의 당면임무는 완전한 독립과 진정한 민주주의의 확립을 위하여 노력하는 데 있다. 일시적으로 국제세력이 우리를 지배할 것이나, 그것은 우리의 민주주의적 요구를 도와줄지언정 방해치는 않을 것이다. 봉건적 잔재를 일소하고 자유 발전의 길을 열기 위한 모든 진보적 투쟁은 전국적으로 전개되었고 국내의 진보적 민주주의적 여러 세력은 통일전선의 결성을 갈망하고 있나니 이러한 사회적 요구에 의하여 우리의 건국준비위원회는 결성된 것이다.

그러므로 본준비위원회는 우리 민족을 진정한 민주주의적 정권에로 재조직하기 위한 새 국가건설의 준비기관인 동시에 모든 진보적 민주주의적 제세력을 집결하기 위하여 각층각계에 완전히 해방된 통일전선이요, 결코 혼잡된 협동기관은 아니다. 왜 그런고 하면 여기에는 모든 반민주적 반동세력에대한 대중적 투쟁이 요청되는 까닭이다. 과거에 있어서 그들은 일본 제국주의와 결탁하여 민족적 죄악을 범하였고 금후에도 그들은 해방 전 조선과 같이 그 건설도중에서 방해할 가능성이 있나니 이러한 반동세력, 즉 반민주주의적 세력과 싸워 이것을 극복 배제하고 진정한 민주주의 실현을 위하여 강력한 민주주의 정권을 수립하여야 할 것이다. 이 정권은 전국적 인민대표회의에서 선출된 인민위원으로서 구성될 것이며 그동안 해외에서 조선해방운동에 투신하여온 혁명전사와 그 결집체에 대하여서는 적당한 방법에 의하여 전심적으로 맞이하여야 할 것은 물론이다. 그리하여 조선 전민족의 총의를 대표하며 이익을 보호할 만한 완전한 새 정권이 나와야 하며 이러한 새 정권이 확립되기까지의 일시적 과도기에 있어서 본위원회는 조선의 치안을 자주적으로 유지하며 한 걸음 더 나아가 조선의 완전한 독립국가조직을 실현하기 위하여 새 정권을 수립하는 한 개의 잠정적 임무를 다하려는 의도에서 아래와 같은 강령을 내세운다

강령

- 우리는 완전한 독립국가의 건설을 기함.
- 우리는 전민족의 정치적, 경제적 ,사회적 기본요구를실현할 수 있는 민주주의 정권의 수립을 기함.
- 우리는 일시적 과도기에 있어서 국가질서를 자주적으로 유지하며 대중생활의 확보를 기함.

### 전개
건준의 주요 강령은 일제타도와 민주주의 국가건설이었다. 온건우파와 온건좌파 세력들이 결집하여 결성된 건준은 해방 이후, 뒤숭숭한 분위기속에 매우 혼란스러웠던 치안상태와 행정,실무등을 해결하고자 치안대와 행정업무등 식량확보에 주력을 하였다. 이어서 전국적 지부를 조직하였고 자주적 질서유지활동을 하고자 하여 순조롭게 진행하였다.
건준은 광복이후 최초의 정치단체와 한국 현대사 최초로 지방자치를 시행한 조직이라는점에서 커다란 의의를 둔다. 후에 건준은 조선인민공화국으로 정부화되면서 지부가 인민위원회로 개편되었다.
8월 말까지 민중들의 지지와 호응에 부응하여 전국적으로 140여개의 지부가 확장되어 설립되었다.
건국준비위원회의 조직사업은 북한 지역에서도 진행되었다. 북한 지역에서 주도한 지도자는 고당 조만식이었다. 조만식은 평양 출신으로 일제 강점기에도 '비폭력적이면서도 비타협적인 노선을 견지한' 민족주의 운동의 대표적인 지도자의 한 사람이었다. 한반도 이남과 이북의 서로 다른 지역 조건에서 여운형과 조만식이 동시에 건국사업에 착수했다.
이 조직단체는 공산주의자나 민족주의자의 어느 쪽이 주도하는가에 의해 지역에 따라 명칭을 달리하거나 구성에서 다소 차이가 났었다. 하지만, 그 목표는 새로운 국가의 건설을 위한 기초를 마련한다는점과 일제 강점기 독립운동을 벌여왔던 민족주의자나 사회주의자가 중심이 되어 만들어진 '민중의 자치조직'이라는 점에서 커다란 특징을 가진다.

### 건준내 갈등과 해체
여운형은 소련군이 서울에 진주할 것이라고 여겼기 때문에 건준에 사회주의 계열을 더 적극적으로 참여시켰다. 여운형은 박헌영을 건준에 영입하기 위해 노력했다.
건준의 결성 초기부터 사회주의자들이 참여하게 된 것은 여운형•건국동맹과 사회주의자들의 이념적 친화성, 그리고 일제시기 이래 사회주의자들의 친분관계도 바탕이 되었지만, 무엇보다 소련의 서울 진주 소식이 크게 작용했다. 여운홍에 따르면 여운형은 8월 15일 아침에 엔도를 만난 뒤 정백과 함께 돌아와 단독으로 담소를 나누었으여 "소련군이 서울에 진주할 것이기 때문에 사태가 달라졌다"는 입장을 나타냈다. (중략) 이에 여운형과 건준 참여세력들은 사회주의 계열을 적극 참여시켜 소련군의 남한 진주에 대응하는 국가건설을 준비하고자 했던 것이다.— 김무용, 해방 후 조선공산당의 노선과 국가건설 운동, p61

그러나 김성수, 송진우같은 국내의 우익세력들은 '중경 임정 지지'를 선언하여 건준에 불참하였다. 1945년 9월 4일 건준 전체회의가 열려 부위원장에 좌파 변호사 허헌을 세우는 등 집행위원 개편이 되었다. 여기서 박헌영의 공산당계열이 주도권을 잡아 주도해 나아감에 따라 건준은 좌파가 우세하게 되었다.
9월 6일 밤에 경기여고 강당에서 약 1천여 명이 참석한 가운데 '조선인민공화국임시조직법'을 통과시킨 다음 조선인민공화국(인공) 수립을 선포했다. 인공 형태로 개편시켜 나아감에 따라 9월 7일 건준은 '발전적 해소'라는 미명 아래 인민위원회로 각 지역 지부로 개편되었다. 이후 '인공'은 박헌영을 주축으로 실권장악하게 되었다.
인공의 수립이 조공의 일방적인 독주로 이루어진 것은 아니었다. 여운형도 인공 수립에 적극 관여하였다. 여운형은 9월 6일의 전국인민대표회의에서 개회사와 격려사에서 비상한 시기에 연합국의 진주에 대비하여 "연합국과 절충할 인민총의 집결체"로서 인공이 수립되었음을 강조하였다. 여운형은 또한 "혁명가는 정부를 조직하고 인민의 승인을 받을 수 있다"고 주장하고 "인민이 승인만 한다면 조선인민공화국과 그 정부는 그대로 될 수 있다"고 밝혔다. 여운형은 북한에서의 "소군정의 조치를 당연히 연합국의 공동방침으로 해석"하여 남한에서 "미군 역시 조선인민에게 맡길 줄로 예상"하는 낙관적 정세인식을 지니고 있었다. 여운형은 일제시기부터 혁명단체와 혁명가들이 중심이 되어 과도정권을 수립하려는 구상을 가지고 있었는데 이러한 정권구상은 인공과 다르지 않았다.— 김무용, 해방 후 조선공산당의 노선과 국가건설 운동, p65

여운형은 인공 수립에 합의한 뒤 건준 내부의 반발에 부딪치자 조각발표를 보류하려고 하였지만 적극적으로 반대하지 않았다. 이에 따라 여운형은 인공 대표대회에서 인사도 했고 인공 부주석의 지위를 거부하지도 않았다.— 김무용, 해방 후 조선공산당의 노선과 국가건설 운동, p67

인공 수립 당시 여운형은 다음과 같이 말하였다. "38도선 이북은 소련군이 진주하여 각도 관공서와 일본인 공사 재산을 압수하고 일군을 무장해제시켜, 모든 것을 조선인민에게 맡길 뿐 그 목적이 없는 듯하였다. 우리는 이러한 소군의 조치를 당연히 연합군의 공동한 최고방침에 의한 것이라고 해석하였으며 미군도 38도 이남에 진주하여 오면 역시 조선인민에게 모든 것을 맡으라 할 줄 예상하였기 때문에 그것을 맡을 준비를 하였던 것이다. 그래서 급히 인민대표회의를 열어 국호를 결정하고 정부조직법을 결정하며 인민위원을 선거하였다."— 김무용, 해방 후 조선공산당의 노선과 국가건설 운동, p69

곧 이어 9월에 미군이 한반도에 입성하면서 미군정의 직접통치를 발표하는 '맥아더 포고령 1호'에 따라 국내에서 치안, 행정 업무를 담당했던 '건준'과 '인공'은 불인정되었고, 심지어 '충칭 대한민국 임시정부'까지 불인정되었다. 그 이후 38선 이남에서는 미군정기가 시작되게된다.

## 의의와 한계

### 의의
성균관대 사학과 교수 서중석은 '해방 후 건준 같은 조직이 돼 있지 않았으면 굉장한 혼란이 있었을 것이다. 왜냐하면, 충칭 임시정부를 비롯하여 해외에 주요 독립운동 단체들이 해외에 너무 멀리 떨어져 있었기 때문이다. 그런데 해방이 되기 전부터 여운형을 비롯한 중도파 계열들이 중심으로 건국동맹이 조직되었고, 그래서 해방이 되는 날부터 건준이 조직되어 활동하였기 때문에 안정이 어느 정도 되었다. 우선, 치안과 행정같은 주요 업무를 우리 스스로 주체적으로 자발적으로 할 수 있게 되었다.'라고 굉장한 의의를 두면서 평가하고 있다.
중국 공산당과 모택동을 서방에 적극 홍보한 친공산당 미국 저널리스트인 에드거 스노 기자는 해방 후 조선에 와서 2개월간 머무르면서 정세를 알아보고 귀국한 뒤 다음과 같이 회고하였다.
미국은 아무 준비가 없이 조선에 상륙하였다. 그러나, 조선에는 건국준비위원회가 있었다. 곧 정치적 준비가 있었다. 미국인이 만일 건국준비위원회를 살렸더라면 조선의 건설은 더 신속하고 유리하였을 것이다.

### 한계
반면에 건준 위원장을 지냈던 여운형의 동생 여운홍은 건국준비위원회가 1945년 9월, 조선인민공화국으로 개편된 과정에 대해 '이것은 순전히 소아병적인 극렬 공산당원들이 꾸며낸 하나의 연극이었으며, 형님(여운형)에게는 박헌영등 극렬 공산주의자와 손을 끊지 못하고 건준이 좌경화되어 이용당한 것이 정치생활 중 가장 큰 실책이었다.'고 한계성을 지적하였다.

## 같이 보기
- 여운형
- 조만식
- 안재홍
- 여운홍
- 박헌영
- 허헌
- 조선인민당
- 조선인민공화국
- 인민위원회
- 국민대회준비위원회
- 건국치안대
- 청진 상륙 작전